# Allokoenenia stygia
Espèce
Allokoenenia stygia est une espèce de palpigrades de la famille des Eukoeneniidae.

## Distribution
Cette espèce est endémique du Pará au Brésil. Elle se rencontre à Canaã dos Carajás dans des grottes.

## Description
La femelle holotype mesure 1 295 µm et la femelle paratype 1 030 µm.

## Systématique et taxinomie
Cette espèce a été décrite par Souza et Ferreira en 2022.

## Étymologie
Cette espèce est nommée en référence au Styx.

## Publication originale
- Souza & Ferreira, 2022 : « Two extraordinary troglobitic species of Allokoenenia (Eukoeneniidae: Palpigradi) from Brazil: first records of this initially monotypic genus more than a century after its description. » European Journal of Taxonomy, no 789, p. 11–48 (texte intégral).